# Euzophera semifuneralis
Euzophera semifuneralis (tên tiếng Anh: American Plum Borer) là một loài bướm đêm thuộc họ Pyralidae. Nó được tìm thấy ở khắp Hoa Kỳ, miền nam Canada và parts của México.

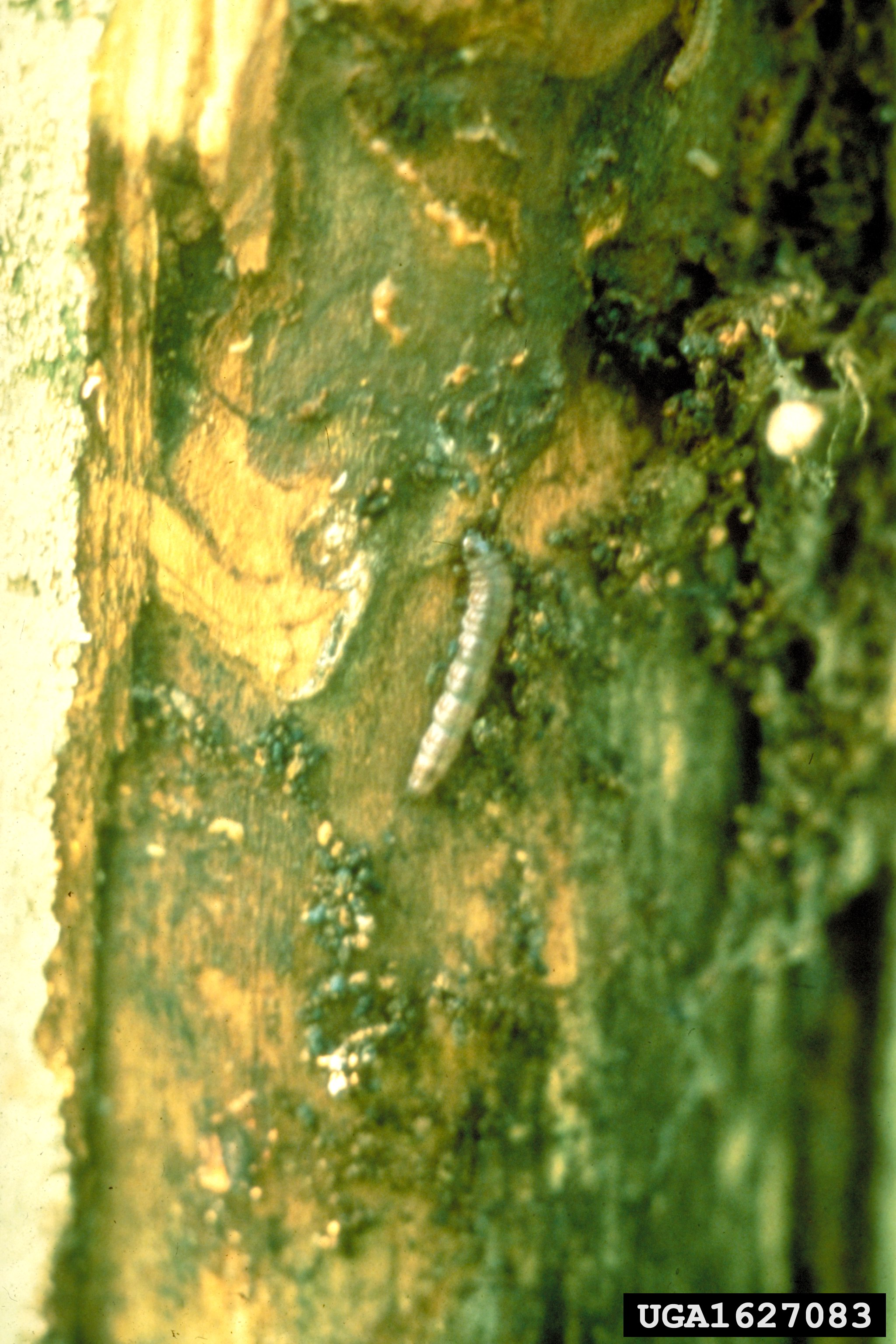

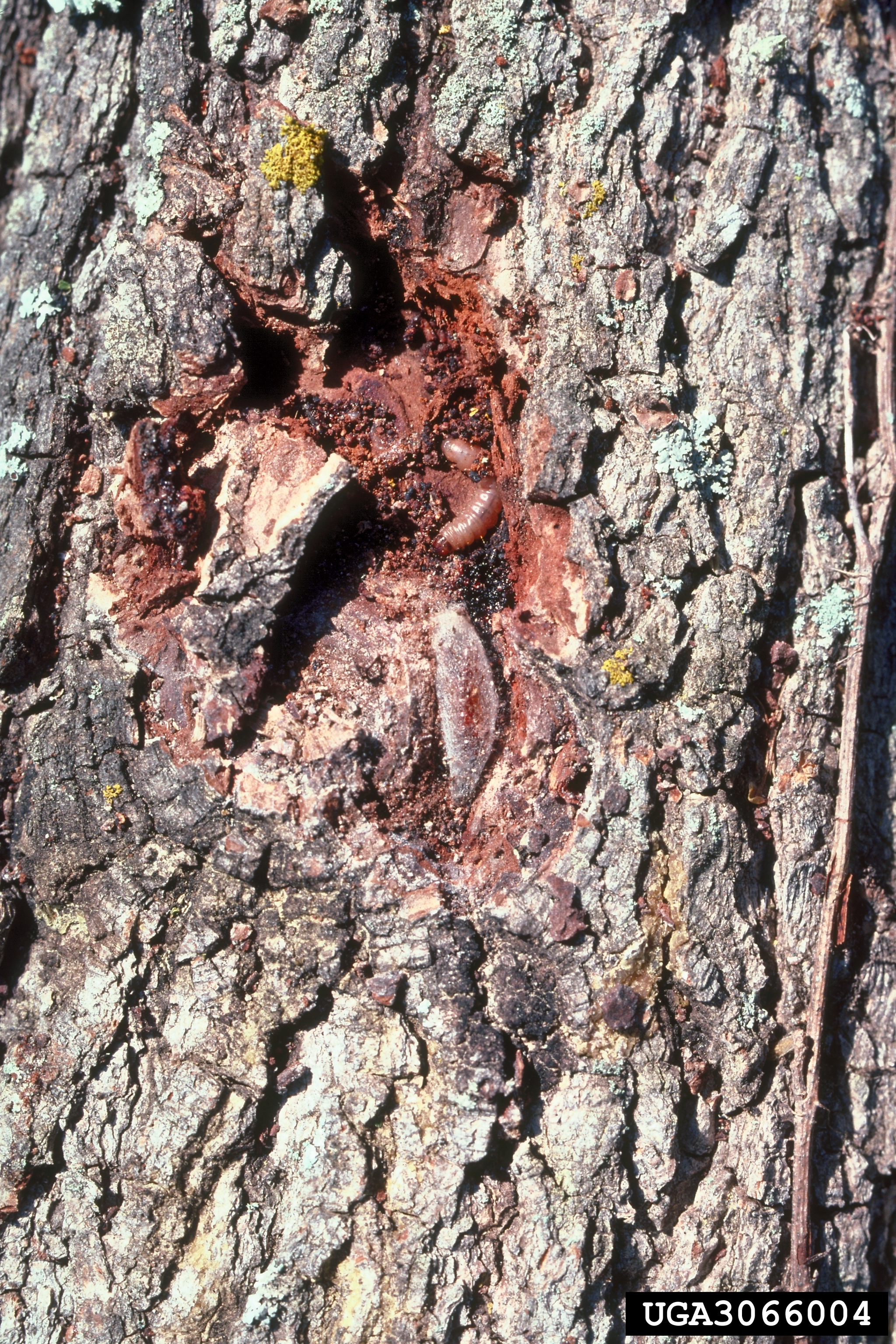

Sải cánh dài 17–28 mm. 